# Kisiriri
Kisiriri ist ein Verwaltungsbezirk (englisch Ward) des Distrikts Iramba in der tansanischen Region Singida.

## Geografie
Kisiriri ist ein Bezirk im nördlichen Zentralteil von Tansania etwa 80 Kilometer nordnordwestlich der Regionshauptstadt Singida. Der Bezirk grenzt im Nordwesten an Tulya, im Nordosten an Kidaru, im Osten an Gumanga, im Süden an Kinampanda, Kiomboi und Old-Kiomboi und im Westen an Ntwike. Bei der Volkszählung 2022 lebten 12.487 Menschen in 2803 Haushalten auf einer Fläche von 295 Quadratkilometern.

## Gliederung
Der Bezirk besteht aus vier Gemeinden (swahili Mtaa) mit 23 Orten (Kitongoji):
| Kisiriri - Mgwe A - Mgwe B - Mgongo - Igange - Ntulu - Mazuta - Nsungui | Kinalilya - Diyanange - Shigani - Gulumba - Mlindo | Kisana - Kisalusalu - Kilambazi - Kyongolo - Wangu - Nzuwa - Kisana Juu - Kinakumi - Mpazu - Kintamba | Kisimba - Kisimba - Kimpunda - Igugulya |

## Infrastruktur
- Bildung: Im Bezirk gibt es zwei weiterführende Schulen.[8] Die beiden Kisiriri Secondary School[9] und Kisana Secondary School[10] sind staatliche Schulen mit einer Ausbildung bis zur 4. Stufe.
- Gesundheit: In den drei Gemeinden Kisiriri, Kisana und Kisimba gibt es je eine öffentliche Apotheke.[11][12][13]

## Sonstiges
Im Bezirk wurden Felsmalereien entdeckt.